# Philippe Berruyer
Philippe Berruyer († 9. Januar 1260) war ein Bischof von Orléans, Erzbischof von Bourges und Heiliger des 13. Jahrhunderts. Er war ein Neffe des ebenfalls heiliggesprochenen Guillaume Berruyer, einem seiner Amtsvorgänger in Bourges.
Vor seiner Wahl zum Bischof von Orléans amtierte Philippe Berruyer als Erzdiakon in Beaugency. Im Jahr 1236 belegte er die Stadt Orléans mit dem Interdikt und deren Bewohner mit der Exkommunikation, nachdem es dort zwischen Bewohnern und Studenten zu gewalttätigen Unruhen gekommen war. Mit dem französischen König Ludwig IX. (Saint Louis) nahm er 1248 das Kreuz zum sechsten Kreuzzug, von dem er vermutlich im Spätjahr 1249 nach der Einnahme von Damiette in die Heimat zurückkehrte. Im Frühjahr 1251 war er in Bourges bei der Bekämpfung des so genannten „Hirtenkreuzzuges“ engagiert.
Philippe Berruyer starb wenige Tage nach dem Festtag der Epiphanie (6. Januar) 1260. In seiner Amtszeit hatte er den Bau der Kathedrale von Bourges maßgeblich gefördert. Auf Betreiben König Ludwigs IX. eröffnete Papst Clemens IV. 1265 einen Kanonisierungsprozess für Philippe Berruyer, in dem ihm dreiundvierzig Wunder an seinen Wirkungsstätten nachgewiesen wurden. 1267 wurde er schließlich heiliggesprochen; sein Festtag ist der 9. Januar.